# Gerlinde Kaltenbrunner

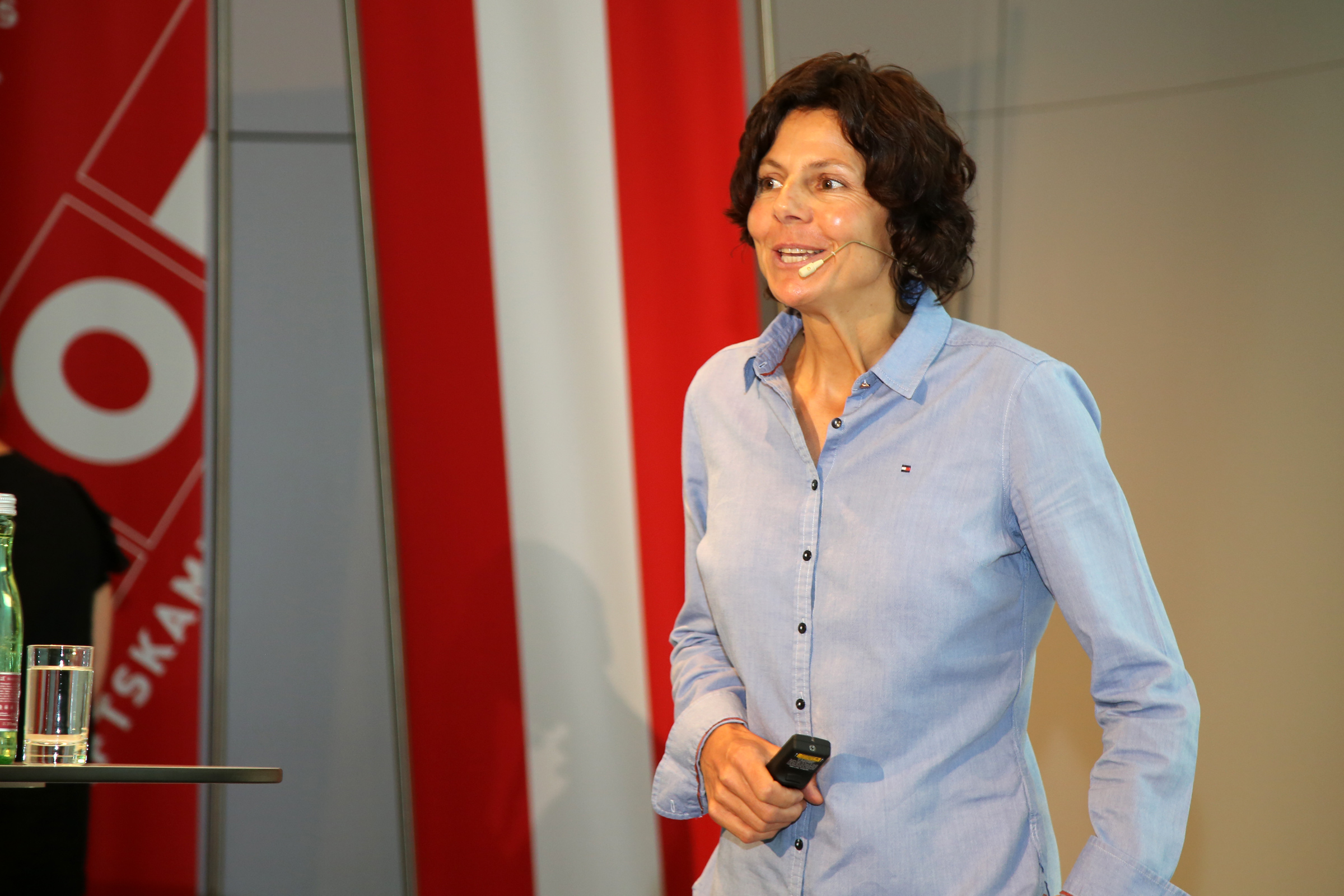
Gerlinde Kaltenbrunner, 2015.

Gerlinde Kaltenbrunner, född 13 december 1970 i Kirchdorf an der Krems, Oberösterreich, är en österrikisk professionell bergsbestigare.
I augusti 2011 blev hon den tredje kvinna i världen som nådde alla 14 bergstoppar över 8 000 meter. Dessutom nådde hon alla toppar utan extra syre. De två andra kvinnorna är Oh Eun-sun från Sydkorea och Edurne Pasaban från Spanien. Det är även omstritt om expeditionen med Oh Eun-sun till Kangchenjunga var framgångsrik.
Kaltenbrunner började med bergsbestigning när hon var 13 år gammal. Hon är utbildat sjuksköterska och räknas sedan 2003 som professionell bergsbestigare. Hennes första bergstopp över 8 000 meter var en av Broad Peaks huvudtoppar som hon nådde 1994.
För K2 som blev den sista bergstoppen i listan behövde hon fyra expeditioner. Under tredje expeditionen i augusti 2010 dog hennes lagkamrat Fredrik Ericsson. Den fjärde expeditionen gick på den sällan utförda norra leden och den 23 augusti 2011 nådde tre expeditionsmedlemmar toppen, däribland Kaltenbrunner.